# 林希纳赫
林希纳赫是德国巴伐利亚州的一个市镇。总面积40.22平方公里，总人口3190人，其中男性1582人，女性1608人（2011年12月31日），人口密度79人/平方公里。